# ミゲル・デ・オリベイラ
ミゲル・デ・オリベイラ（Miguel de Oliveira、1947年9月30日 - 2021年10月15日）は、ブラジルの元プロボクサー。サンパウロ州サンパウロ市出身。元WBC世界ジュニアミドル級（現スーパーウェルター級）王者。

## 来歴
1973年1月9日、WBA・WBC世界ジュニアミドル級王者・輪島功一に挑み、優勢に試合を進めるが15回判定ドローで王座獲得ならず。1974年2月5日、再度輪島に挑むが、輪島のペースに引き込まれ15回判定負けでまたしても王座獲得ならず。
1975年5月7日、WBCが輪島から剥奪した世界ジュニアミドル級王座をホセ・デュランと争い、15回判定勝ちで王座を獲得した。同年11月13日、強打者エリシャ・オベドに11回KO負けで王座から陥落した。
引退後はトレーナーとして後進の指導にあたった。2021年10月15日、膵臓癌のため、サンパウロ市で死去。74歳没。

## 戦績
44勝（26KO）3敗1引分け

## 獲得タイトル
- 第12代WBC世界ジュニアミドル級王座（防衛0度）